# Balfate
Balfate è un comune dell'Honduras facente parte del dipartimento di Colón.
Il comune è stato istituito il 22 giugno 1881.